# 阿维尼奥内洛拉盖
阿维尼奥内洛拉盖（法語：Avignonet-Lauragais，法語發音：[aviɲɔnɛ loʁaɡɛ]）是法国上加龙省的一个市镇，属于图卢兹区。

## 地理
阿维尼奥内洛拉盖（43°21'57"N, 1°47'20"E）面积40.66 平方千米，位于法国奧克西塔尼大區上加龙省，该省份为法国西南部内陆省份，西南端与西班牙接壤，自此顺时针与上比利牛斯省、热尔省、塔恩-加龙省、塔恩省、奥德省和阿列日省接壤。
与阿维尼奥内洛拉盖接壤的市镇（或旧市镇、城区）包括：巴赖涅、古尔维埃耶、蒙费朗、蒙莫尔、圣米歇尔德拉内斯、博特维尔、福尔卡尔德、吕镇、蒙克拉尔洛拉盖、雷讷维尔、里约马茹、瓦莱格、洛拉盖自由城。

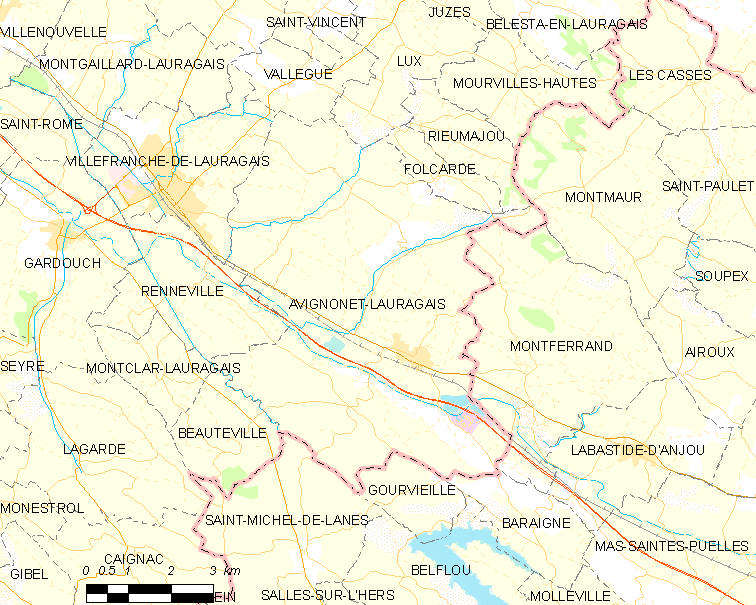
阿维尼奥内洛拉盖的OSM定位图

阿维尼奥内洛拉盖的时区为UTC+01:00、UTC+02:00（夏令时）。

## 行政
阿维尼奥内洛拉盖的邮政编码为31290，INSEE市镇编码为31037。

## 政治
阿维尼奥内洛拉盖所属的省级选区为勒韦勒县。

## 人口

1962-2008年间阿维尼奥内洛拉盖人口变化图示

阿维尼奥内洛拉盖于2022年1月1日时的人口数量为1600人。